# Sikorsky RS
Le Sikorsky RS était le nom utilisée par la United States Navy pour un certain nombre d'hydravions amphibies bimoteurs Sikorsky.

## Historique du Sikorski RS
| Année         | Événement |
| ------------- | --- |
| 1926          | Début des travaux sur un hydravion léger capable de transporter 4 à 6 passagers pour Pan-Am.                                                          |
| 1927          | Premier vol du prototype S-34 en janvier. En novembre, l'appareil se casse en mer après une défaillance moteur, mais tous les occupants s'en sortent. |
| Décembre 1927 | Livraison du Sikorsky S-36, une version améliorée avec moteurs plus puissants (220 ch) pour Pan-Am.                                                   |
| Mars 1928     | Premier vol du S-36B, version militaire pour l'US Navy, mais aucune commande en série.                                                                |
| 1928          | Lancement du Sikorsky S-38 Air Yacht, une version agrandie et améliorée du S-36, pouvant accueillir jusqu'à 10 passagers.                             |
| Automne 1928  | Succès commercial du S-38 avec des ventes à des compagnies américaines et européennes.                                                                |
| 1930          | L'US Army Air Corps achète 11 exemplaires de la version C-6 Air Yacht pour le transport et la logistique.                                             |
| Début 1930    | Premier vol du S-41, une version militaire logistique, achetée par l'US Navy.                                                                         |
| 1931          | Les XPS-2 et PS-3 sont réaffectés pour des missions logistiques.                                                                                      |
| 1932          | Achat de cinq S-41 par l'US Navy. |
| 1929-1932     | Impact de la crise économique sur les ventes, avec une baisse des commandes civiles.                                                                  |
| 1943          | Retrait des RS Air Yacht de l'US Navy, remplacés par des avions plus modernes.                                                                        |
| 1941          | Retrait des C-6 Air Yacht après l'attaque de Pearl Harbor.                                                                                            |
| Années 1990   | Construction d'une réplique du S-38, utilisée dans le film Aviator.                                                                                   |

## Variantes
RS-1
Dénomination pour trois hydravions Sikorsky S-41 pour évaluation.
XRS-2
Dénomination pour deux hydravions Sikorsky PS-2 convertis en transports.
RS-3
Quatre hydravions Sikorsky PS-3 convertis en transports.
RS-4
Dénomination pour deux hydravions Sikorsky S-40A réquisitionnés.
RS-5
Dénomination pour deux hydravions Sikorsky S-41 réquisitionnés.

## Spécifications techniques
Caractéristique : Spécification
- Nom : Sikorsky RS Air Yacht
- Type : Hydravion amphibie
- Statut : Retiré
- Constructeur : Sikorsky Aircraft
- Pays constructeur : États-Unis
- Mise en service : 1928
- Date de retrait : 1943 (US Navy), 1942 (C-6 Air Yacht)
- Rôle et missions : Amphibie de transport léger, recherches et sauvetages en mer, patrouille côtière
- Équipage : 2
- Nombre de moteurs : 2
- Type de moteur : Piston
- Moteur : 2 x Pratt & Whitney R-1340 Wasp, 9 cylindres en étoile
- Puissance totale : 2 x 425 ch (ou 2 x 580 ch pour le modèle RS-5)
- Envergure : 24,01 m
- Longueur : 13,77 m
- Hauteur : 4,38 m
- Surface alaire : 67,70 m²
- Masse à vide : Inconnu
- Masse maxi : 6260 kg (poids en charge)
- Vitesse maxi : 210 km/h au niveau de la mer
- Plafond pratique : 5550 m
- Rayon d'action : 1450 km à masse maximale
- Charge utile : Jusqu'à 15 passagers ou 2250 kg de fret
- Armement : Aucun
- Avionique : Inconnu